# 兵庫県立網干高等学校
兵庫県立網干高等学校（ひょうごけんりつ あぼしこうとうがっこう）は、兵庫県姫路市網干区新在家にある県立高等学校。第4学区に属する。略称は網高（）、もしくは単に「あぼし」と呼ばれる。
2025年度より、兵庫県立姫路南高等学校（全日制過課程）及び兵庫県立家島高等学校と統合され「兵庫県立姫路海稜高等学校」が開校した。

## 概要
学区内では唯一、通信制課程と全日制課程の両方を設ける高等学校である。また、全日制課程においては高砂市の区域からも通学が可能であり、通信制課程においては県下全域から入学が可能である。

## 沿革

### 略歴
1978年（昭和53年）11月1日、当校の開設準備室が兵庫県警察本部東別館に置かれ（翌年、兵庫県立姫路南高等学校に移設）、1979年（昭和54年）4月1日、開校した。開校時は、定時制課程も設置されていたが、1986年（昭和61年）に廃止された。

### 年表
- 1978年（昭和53年）11月1日 - 開設準備室を兵庫県警察本部東別館に置く
- 1979年（昭和54年）
  - 1月1日 - 開設準備室を兵庫県立姫路南高等学校に移設
  - 3月14日 - 校名を兵庫県立網干高等学校に決定する
  - 4月1日 - 開校、定時制課程設置、通信制課程設置
  - 4月9日 - 開校式、第1回入学式、編入式を行う
- 1981年（昭和56年）11月1日 - 開校記念式典を行う
- 1983年（昭和58年）11月1日 - 定時制課程募集停止
- 1986年（昭和61年）3月31日 - 定時制課程廃止
- 1999年（平成11年）4月1日 - 通信制課程が単位制に移行（学校案内/沿革より）
- 2022年（令和4年）
  - 7月14日 - 兵庫県立姫路南高等学校と兵庫県立家島高等学校との統廃合が発表される[5]
  - 11月17日 - 2025年度に開校する統合校は兵庫県立姫路南高等学校の校地を使用することが決定[6]。
- 2024年（令和6年） - 募集停止
- 2027年（令和9年）3月31日 - 閉校予定

## 設置学科
- 全日制課程
  - 普通科
- 通信制課程
  - 本校のほか、協力校として兵庫県立豊岡高等学校、兵庫県立阪神昆陽高等学校、兵庫県立西脇北高等学校の3校がスクーリング（面接授業）の生徒を受け入れている[7]。

## 交通
- 山陽電鉄山陽網干駅より南へ約2Km
- ウイング神姫ダイセル前より南西へ約1km（本数は少ない）

## 著名な卒業生
- 三遊亭萬次郎（落語家）
- 竹中雄大（歌手）